# Sant Salvi de Cladells
Sant Salvi de Cladells és un convent franciscà ubicat al terme de Santa Coloma de Farners (la Selva).

## Arquitectura

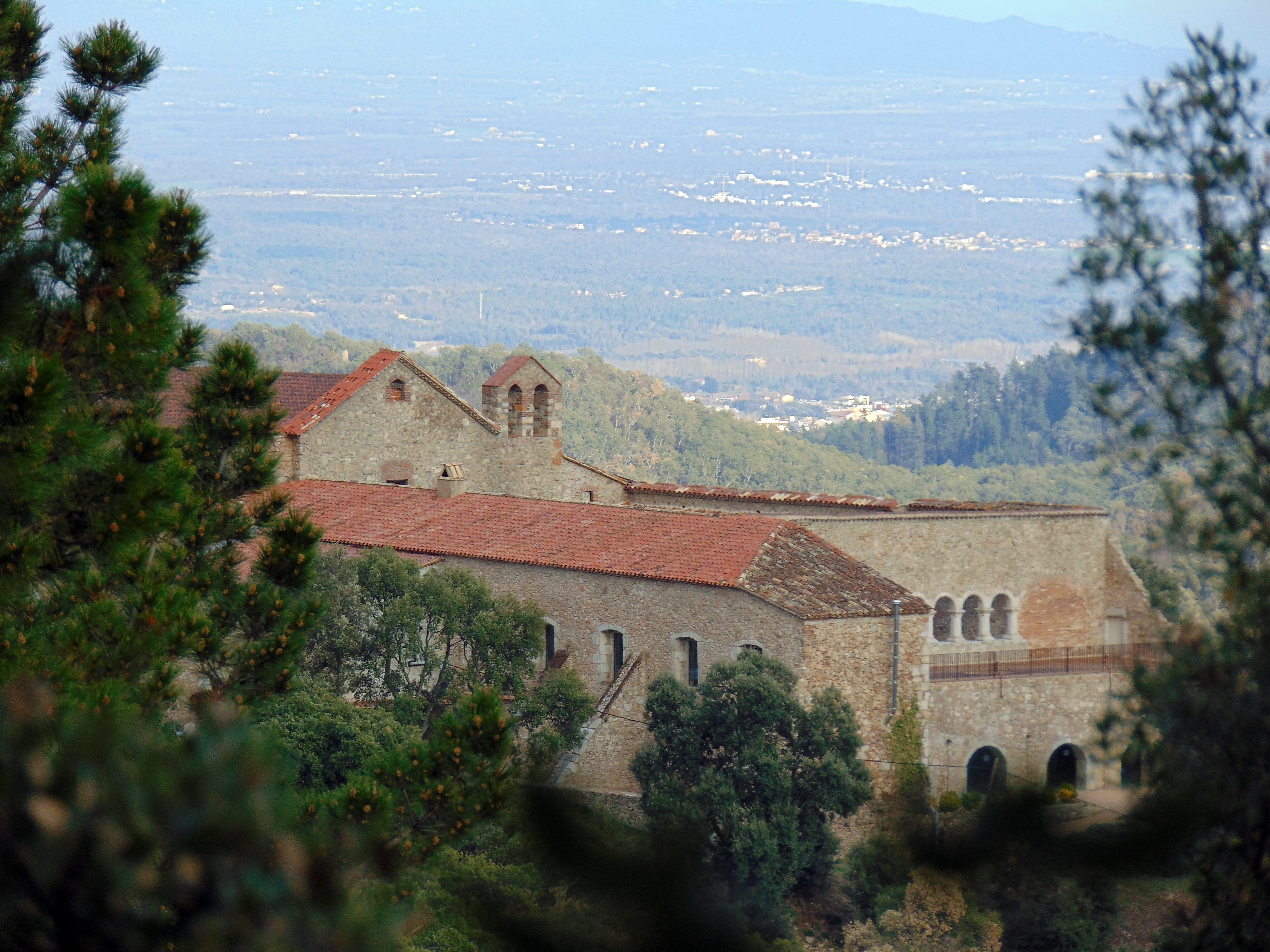

L'edificació consta d'una part de convent amb un pati de 25,25 m de llarg per 13,53 m d'ample. Al costat oriental, la façana del temple té una fornícula sense la imatge i hi ha un campanar d'espadanya. Al sud hi ha un porxo amb set arcs sobre pilars quadrats; a l'oest a l'altura del primer pis hi ha una galeria de set arcs de mig punt sobre pilars octogonals. Al costat nord també apareix una galeria semblant però de vuit arcs i una escala de pedra que porta al primer pis.
L'església fa 28,20 m d'ample, i 3,60 m de fons les capelles laterals, dues a cada costat. L'absis semi-poligonal de cinc costats tenia coberta amb nervis amb clau de volta avui desapareguda.
A l'exterior es conserven els set contraforts de la capçalera, però totes les cobertes han desaparegut. El parament és de pedres irregulars i només els angles presenten carreus de granit ben escairat. La part de les dependències monàstiques ha sofert una intervenció i les teulades s'han restituït. L'entrada al recinte es troba al costat nord.

## Història

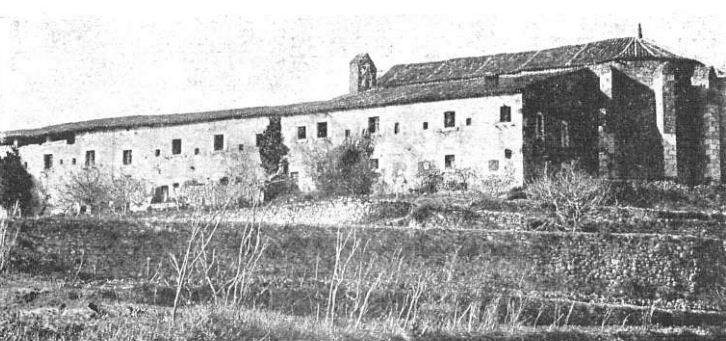
Any 1909

Construït a partir d'una ermita o capella referenciada des del 1282 i dedicada al bisbe i màrtir sant Salvi. Amb el trasllat de relíquies del sant des de Roma l'any 1591 l'ermita va esdevenir santuari. El 1690 va ser donada pel marquès de Rupit als franciscans que hi van fundar un convent.
A partir del 1735 els franciscans tenen cura també de l'hospital de Santa Maria de Bellver. En aquest mateix segle es refà l'edifici i el 1801 l'església. Deu anys més tard el lloc és devastat pels francesos, els monjos es refugien a Sant Francesc de Girona.
Amb la desamortització de Mendizàbal (1835) la comunitat fou dispersada i el monestir abandonat. Temps després passà a ser propietat dels pares Agustins de Calella que van custodiar els arxius fins que van ser destruïts durant la guerra civil de 1936.